# Plusia
Plusia is een geslacht van nachtvlinders uit de familie Noctuidae.
De wetenschappelijke naam is afgeleid van het Griekse woord Plousios (rijk) en verwijst naar de "gouden" en "zilveren" tekening op de voorvleugels.

## Soorten
- P. ablusa Felder & Rogenhofer, 1874
- P. aenescens Prout, 1921
- P. anda Druce, 1890
- P. angulum Guenée, 1852
- P. aranea Hampson, 1909
- P. argyrodonta Hampson, 1910
- P. clarci Hampson, 1910
- P. conjuncta Matsumura, 1925
- P. contexta Grote, 1873
- P. chalcytula Hulstaert, 1924
- P. chariessa Dufay, 1970
- P. dispellans Walker, 1865
- P. distalagma (Hampson, 1913)
- P. disticta Hampson, 1913
- P. euchroa (Hampson, 1918)
- P. euchroides Carcasson, 1965
- P. festucae (Linnaeus, 1758) - goudvenstertje
- P. geminipuncta Hampson, 1902
- P. glaphyra Dufay, 1974
- P. guenei Wallengren, 1856
- P. hampsoni Leech, 1900
- P. hemichalcea (Hampson, 1913)
- P. incompta Walker, 1869
- P. kosemponensis Strand, 1920
- P. lavendula Hampson, 1902
- P. magnimacula D. Handfield & L. Handfield, 2006
- P. major Chou & Lu, 1979
- P. manchurica Lempke, 1966
- P. melanocephala Möschler, 1883
- P. microgemmea (Romieux, 1943)
- P. microstigma Hampson, 1910
- P. modesta Walker, 1869
- P. nichollae Hampson, 1913
- P. nigrogemmea Romieux, 1943
- P. omicron Afzelius, 1826
- P. orphnina Dufay, 1972
- P. polyteles Dufay, 1972
- P. putnami (Grote, 1873) - moerasgoudvenstertje
- P. rectilinea Wallengren, 1856
- P. roseofasciata Carcasson, 1965
- P. tancrei Staudinger, 1895
- P. temperata Walker, 1869
- P. venusta Walker, 1865
- P. violascens (Hampson, 1913)
- P. virgo Motschulsky, 1866